# Mistrzostwa Świata w Saneczkarstwie 2025
53. Mistrzostwa Świata w Saneczkarstwie 2025 odbyły się w dniach 6–8 lutego 2025 r. w kanadyjskim Whistler. Rozegranych zostało siedem konkurencji: jedynki kobiet, jedynki mężczyzn, dwójki kobiet, dwójki mężczyzn, jedynki mieszane, dwójki mieszane oraz sztafety mieszane.

## Terminarz i medaliści
| Data          | Miejscowość | Konkurencja       | Złoto | Srebro                                                                                            | Brąz | Źr.   |
| ------------- | ----------- | ----------------- | --- | ------------------------------------------------------------------------------------------------- | --- | ----- |
| 6 lutego 2025 | Whistler    | Dwójki mieszane   | Austria Thomas Steu · Wolfgang Kindl · Selina Egle · Lara Kipp                                                   | Niemcy Hannes Orlamünder · Paul Gubitz · Dajana Eitberger · Magdalena Matschina                   | Niemcy Tobias Wendl · Tobias Arlt · Jessica Degenhardt · Cheyenne Rosenthal                             | [ 2 ] |
| 6 lutego 2025 | Whistler    | Jedynki mieszane  | Niemcy Max Langenhan · Julia Taubitz                                                                             | Stany Zjednoczone Jonathan Gustafson · Emily Sweeney                                              | Austria David Gleirscher · Madeleine Egle                                                               | [ 3 ] |
| 7 lutego 2025 | Whistler    | Dwójki mężczyzn   | Niemcy Hannes Orlamünder · Paul Gubitz                                                                           | Łotwa Mārtiņš Bots · Roberts Plūme                                                                | Niemcy Tobias Wendl · Tobias Arlt                                                                       | [ 4 ] |
| 7 lutego 2025 | Whistler    | Dwójki kobiet     | Austria Selina Egle · Lara Kipp                                                                                  | Niemcy Jessica Degenhardt · Cheyenne Rosenthal                                                    | Niemcy Dajana Eitberger · Magdalena Matschina                                                           | [ 5 ] |
| 7 lutego 2025 | Whistler    | Jedynki kobiet    | Julia Taubitz | Merle Fräbel                                                                                      | Emily Sweeney                                                                                           | [ 6 ] |
| 8 lutego 2025 | Whistler    | Jedynki mężczyzn  | Max Langenhan | Felix Loch                                                                                        | Nico Gleirscher                                                                                         | [ 7 ] |
| 8 lutego 2025 | Whistler    | Sztafeta mieszana | Niemcy Julia Taubitz · Hannes Orlamünder · Paul Gubitz · Max Langenhan · Jessica Degenhardt · Cheyenne Rosenthal | Austria Madeleine Egle · Thomas Steu · Wolfgang Kindl · Nico Gleirscher · Selina Egle · Lara Kipp | Kanada Embyr-Lee Susko · Devin Wardrope · Cole Zajanski · Theo Downey · Beattie Podulsky · Kailey Allan | [ 8 ] |

## Klasyfikacja medalowa
| Miejsce | Państwo           | złoto | srebro | brąz | Razem |
| ------- | ----------------- | ----- | ------ | ---- | ----- |
| 1.      | Niemcy            | 5     | 4      | 3    | 12    |
| 2.      | Austria           | 2     | 1      | 2    | 5     |
| 3.      | Stany Zjednoczone | 0     | 1      | 1    | 2     |
| 4.      | Łotwa             | 0     | 1      | 0    | 1     |
| 5.      | Kanada            | 0     | 0      | 1    | 1     |